# Torre de Paterna
La Torre de Paterna és un monument històric de la ciutat de Paterna, al País Valencià.
És el monument més emblemàtic d'esta localitat valenciana. Està situada al Parc Urbà de la Torre i el palau enclavada entre les coves de la Torre, habitatges excavats en el terreny que daten de finals del segle xviii i principis del xix. Es desconeix l'origen de la seua construcció, però es pensa que va ser construïda en època àrab, com a sistema defensiu de la població. En 1971 va ser declarada Monument històric artístic de caràcter local. En 1980 va servir d'ubicació inicial al Museu de Ceràmica de Paterna.

## Característiques
La torre de Paterna té la forma d'un con, amb una alçada de 19,5 m, i un diàmetre inferior de 12,70 m i superior de 9,60 m.
Consta de tres plantes i una terrassa des d'on es té una vista panoràmica de l'Horta de València. La planta baixa, que és redona, era un aljub. La segona planta és quadrada i és sobre la qual se situa la porta d'accés a l'exterior a la qual s'accedeix a través d'una escala que voreja el mur exterior. L'última planta és octogonal i dona accés a la terrassa a través de l'escala interior, amb escalons de maó a testa.

## Reconstrucció
En 1967 va ser restaurada a causa del deteriorament que va patir pel pas del temps, i se li va incorporar una barana exterior de ferro forjat a l'escala per la qual s'accedeix a la porta d'entrada a l'interior de la torre, situada a la primera planta.